# 祝业精
祝业精（1947年—），辽宁铁岭人，汉族，中华人民共和国政治人物、第十一届全国人民代表大会吉林省代表。
毕业于华中科技大学管理科学与工程专业，是中共党员。担任长春市人大常委会主任。2008年起担任全国人大代表。